# LimeChat
LimeChatは、Psychsによって開発されたIRCクライアントソフトウェアである。対応するオペレーティングシステム (OS) ごとに次のバージョンが存在する。
LimeChat 1Windows用のオリジナルバージョン。開発・公開は終了。
LimeChat 2Windows用の複数サーバーへの同時接続や国際化などに対応した現行版。
LimeChat for MacMac OS X向けのオープンソース版。バージョン1はRubyCocoaで書かれていたが、ガベージコレクション絡みのバグ対応が困難となり、これを回避するためObjective-Cで書き換えたバージョン2がリリースされた。
LimeChat for iPhone and iPadiPhone / iPad / iPod touchなどiOSデバイス用。
Windows版のバージョン2.19では内部処理の大幅な書き換えと Unicodeアプリケーション化がなされ、UTF-8エンコーディングでサーバに接続することで国際化に対応した。これに伴い対応するOSはWindows 2000以降に限定された。